# 영웅전설 제로의 궤적
《영웅전설 제로의 궤적》는 니혼 팔콤이 제작한 2010년 롤플레잉 비디오 게임이다. 《영웅전설》의 하위 시리즈 《궤적》에 속한 작품이자 '크로스벨' 이부작의 시작을 끊은 게임이다. 플레이스테이션 포터블 플랫폼으로 개발돼 일본서 2010년 9월 30일 발매됐다.
무대는 두 강대국 사이에 놓인 도시국가 크로스벨로, 주인공 로이드 배닝스와 그의 동료 엘리 맥도웰, 랜디 올랜도와 티오 플래토의 이야기를 다뤘다. 시간대상 《영웅전설 하늘의 궤적 더 서드》의 3달 후이다.
2011년에 직속 후속작 《영웅전설 벽의 궤적》이 출시됐다. 2011년에 중국에서 마이크로소프트 윈도우 이식판이 발매됐다. 2012년, 강화된 그래픽과 추가음성이 포함된 개선판 《영웅전설 제로의 궤적 에볼루션》이 플레이스테이션 비타로 발매됐다. 이후 이에 기반한 이식판이 윈도우, 플레이스테이션 4 및 닌텐도 스위치로 출시됐다.

## 반응
《제로의 궤적》은 리뷰 애그리게이터 웹사이트 메타크리틱에서 "대체적으로 긍정적인 평가"를 기록했다.

## 참조

### 주해
1. ↑  영어: 英雄伝説 零の軌跡, 영어: The Legend of Heroes: Trails from Zero